# Classe Amiral Kouznetsov
La classe Amiral Kuznetsov ou classe Kuznetsov est la dernière classe de porte-aéronefs — et non de porte avions, puisqu'il ne dispose pas de catapultes pour le décollage de chasseurs (système CATOBAR) — commandée dans la marine soviétique. La conception STOBAR représentait à l'époque une avancée majeure dans l'aviation de la flotte soviétique par rapport aux porte-aéronefs de classe Kiev, qui ne pouvaient lancer que des avions à décollage et atterrissage court ou vertical ( ADAC/V - VSTOL).

## Historique
Le navire de tête de la classe, l'Amiral Kouznetsov, a vu sa quille posée en 1983, pour un lancement en 1985; est achevé et mis en service dans la marine soviétique, et le navire sert maintenant dans la marine russe. Cependant, il n'a été que peu déployé, et a été victime de plusieurs accidents et problème technique, en plus de faire l'objet de périodes de réparations et rénovations particulièrement longues en raison d'un manque chronique de financement.
Le deuxième navire, non fini, a été vendu par l'Ukraine à la Chine avec l'engagement qu'il serait utilisé à des fins purement non militaires. Cependant, la Chine le désigne de type 001 et il est mis en service en 2012 sous le nom de Liaoning après une longue période de poursuite de construction. Il devient ainsi le deuxième navire de classe Kouznetsov à être en service.